# PubPsych
PubPsych ist ein Open-Access-Suchportal für  Psychologie und verwandte Nachbardisziplinen, welches vom Leibniz-Institut für Psychologie (ZPID) koordiniert wird. Es beinhaltet Referenzen mit umfassender Indexierung und Kurzdarstellungen zu über 825.000 Zeitschriftenartikeln, Büchern, Buchkapiteln, Dissertationen, Interventionsprogrammen, Forschungsdaten sowie psychologischen und pädagogischen Testverfahren aus allen Bereichen der Psychologie. Der Schwerpunkt der indexierten Literatur liegt auf der europäischen Psychologie. Es ist wie sein Vorgänger PsychSpider auf vertikale Kollektionen orientiert (Beschränkung auf einzelne Bereiche und Versuch, diese in ihrer ganzen Tiefe zu erfassen).

## Kooperationspartner
PubPsych ist ein Gemeinschaftsprojekt unterschiedlicher Kooperationspartner aus Europa und den USA. Zu den europäischen Kooperationspartnern zählen neben dem ZPID aus Deutschland, das Institut de l’Information Scientifique et Technique (INIST-CNRS) in Frankreich, das Consejo Superior de Investigaciones Científicas (CSIC) in Spanien, das National Academic Research and Collaborations Information System (NARCIS) in den Niederlanden und die National Library of Norway (NB) in Norwegen. Aus den USA sind die U.S. National Library of Medicine (NLM) sowie das Education Resources Information Center (ERIC) beteiligt.

## Datenbestand
PubPsych indiziert Datenbanken entweder vollständig oder nur die psychologierelevanten Segmente, so dass sich der Datenbestand folgendermaßen zusammensetzt:
Vollständige Indexierung:
- PSYNDEX (Deutschland): Abstracts zu psychologischer Literatur, audiovisuellen Medien, Interventionsprogrammen und Tests aus den deutschsprachigen Ländern
- PsychOpen (Deutschland): Europäische Open-Access Publikationsplattform für Psychologie,
- PsychData (Deutschland): Langzeitarchiv für Forschungsdaten aus allen Bereichen der Psychologie
- ISOC-Psicología (Spanien): Segment der ISOC-Datenbank der Geistes- und Sozialwissenschaften vom spanischen National Research Council (CSIC)

Indexierung psychologierelevanter Segmente:
- MEDLINE (USA): Führende bibliographische Datenbank der US-National Library of Medicine, 23 Millionen Artikel, davon 260.000 Datensätze für Pubpsych extrahiert
- PASCAL (Frankreich): Literatur aus Wissenschaft, Technologie und Medizin mit besonderem Schwerpunkt auf europäischer Literatur, es werden von mehr als 17 Millöonen Datensätzen hier etwas über 200.000 für die Psychologie referenziert
- NARCIS (Niederlande): Zugang zu wissenschaftlichen Informationen, einschließlich (Open Access) Publikationen aus den Repositorien aller niederländischen Universitäten und anderer Einrichtungen
- NORART (Norwegen): Norwegischer Index zu Zeitschriftenaufsätzen, Themenfelder aus dem Norwegischen und einigen nordischen Zeitschriften und Jahrbüchern
- ERIC (USA): Education Resources Information Center, Digitale Bibliothek für Bildungsforschung und Information. ERIC ist eine Initiative des US-Department of Education

## Aktualisierungshäufigkeit
Die Aktualisierungshäufigkeit variiert je nach Datenbank, durchschnittlich kommen pro Monat fast 6000 Datensätze hinzu:
- PsychOpen, PsychData (unmittelbar nach Erscheinen neuer Datensätze)
- PSYNDEX,  MEDLINE® (wöchentlich)
- ERIC, Pascal, NARCIS (monatlich)
- NORART (quartalsweise)